# Ileana của România
Ileana của Romania, còn được gọi là Mẹ Alexandra (5 tháng 1 năm 1909 – 21 tháng 1 năm 1991), là con gái út của Ferdinand I của România và Marie của Sachsen-Coburg và Gotha. Ileana là cháu chắt của Hoàng đế Aleksandr II của Nga, Nữ vương Maria II của Bồ Đào Nha và Nữ vương Victoria của Liên hiệp Anh. Tước hiệu khi sinh của Ileana là Vương thân Điện hạ Vương nữ Ileana của Romania, Thân vương nữ xứ Hohenzollern-Sigmaringen.